# Акоб Акобян (футболіст)
Акоб Акобян (вірм. Հակոբ Հակոբյան, нар. 29 березня 1997, Ахалкалакі) — вірменський футболіст, півзахисник клубу «Арарат-Вірменія» та національної збірної Вірменії. Виступав також за клуб «Урарту». Чемпіон Вірменії. Дворазовий володар Суперкубка Вірменії та володар Кубка Вірменії.

## Клубна кар'єра
У професійному футболі Акоб Акобян дебютував 2014 року виступами за команду «Бананц», яку в 2019 році перейменували на «Урарту», і в 2014 році став у складі команди володарем Суперкубка Вірменії, а в сезоні 2013—2014 років став чемпіоном Вірменії. У сезоні 2015—2016 років футболіст став у складі команди володарем Кубка Вірменії.
У 2022 році Акобян став гравцем клубу «Арарат-Вірменія», з якого в 2024 році його віддали в орнду до клубу «Ван» (Чаренцаван). У цьому ж році футболіст повернувся до клубу «Арарат-Вірменія», та став у його складі володарем Суперкубка Вірменії.

## Виступи за збірні
У 2013 році Акоб Акобян дебютував у складі юнацької збірної Вірменії, загалом на юнацькому рівні взяв участь у 9 іграх.
Протягом 2016—2018 років Акобян грав у складі молодіжної збірної Вірменії. На молодіжному рівні футболіст зіграв в 11 офіційних матчах.
У 2020 році Акоб Акобян дебютував в офіційних матчах у складі національної збірної Вірменії. У складі національної збірної станом на травень 2025 року зіграв 4 матчі. в яких забитими голами не відзначився.

## Титули і досягнення
- Чемпіон Вірменії (1):

«Бананц»: 2013–2014
- Володар Суперкубка Вірменії (2):

«Бананц»: 2014
«Арарат-Вірменія»: 2024
- Володар Кубка Вірменії (1):

«Бананц»: 2015–2016